# Lista de personagens de Downton Abbey
Esta lista apresenta os personagens da série de televisão britânica Downton Abbey. Downton Abbey foi criada e co-escrita por Julian Fellowes, tento sua produção feita pela companhia Carnival Films. A série estreou em 20 de setembro de 2010 na rede ITV no Reino Unido e ficou no ar até 25 de dezembro de 2015. O Castelo de Highclere, localizado em Hampshire, foi usado nas filmagens exteriores de Downton Abbey e na maior parte das interiores.

## Personagens Principais
= Principal (creditado/a na abertura)
     = Recorrente (2+ episódios)
     = Participação (1 episódio)
| Atores                | Personagens                                   | Temporadas | Temporadas      | Temporadas      | Temporadas      | Temporadas      | Temporadas      | Total de episódios | Filmes        |
| Atores                | Personagens                                   | 1.ª        | 2.ª             | 3.ª             | 4.ª             | 5.ª             | 6.ª             | Total de episódios | Downton Abbey |
| --------------------- | --------------------------------------------- | ---------- | --------------- | --------------- | --------------- | --------------- | --------------- | ------------------ | ------------- |
| Hugh Bonneville       | Robert Crawley, Conde de Grantham             | 7          | 8 (+1 especial) | 8 (+1 especial) | 8 (+1 especial) | 8 (+1 especial) | 8 (+1 especial) | 52                 | Sim           |
| Laura Carmichael      | Lady Edith Crawley                            | 7          | 8 (+1 especial) | 8 (+1 especial) | 8 (+1 especial) | 8 (+1 especial) | 8 (+1 especial) | 52                 | Sim           |
| Jim Carter            | Charles Carson                                | 7          | 8 (+1 especial) | 8 (+1 especial) | 8 (+1 especial) | 8 (+1 especial) | 8 (+1 especial) | 52                 | Sim           |
| Brendan Coyle         | John Bates                                    | 7          | 8 (+1 especial) | 8 (+1 especial) | 8 (+1 especial) | 8 (+1 especial) | 8 (+1 especial) | 52                 | Sim           |
| Michelle Dockery      | Lady Mary Crawley                             | 7          | 8 (+1 especial) | 8 (+1 especial) | 8 (+1 especial) | 8 (+1 especial) | 8 (+1 especial) | 52                 | Sim           |
| Joanne Froggatt       | Anna Smith                                    | 7          | 8 (+1 especial) | 8 (+1 especial) | 8 (+1 especial) | 8 (+1 especial) | 8 (+1 especial) | 52                 | Sim           |
| Robert James-Collier  | Thomas Barrow                                 | 7          | 8 (+1 especial) | 8 (+1 especial) | 8 (+1 especial) | 8 (+1 especial) | 8 (+1 especial) | 52                 | Sim           |
| Phyllis Logan         | Elsie Hughes                                  | 7          | 8 (+1 especial) | 8 (+1 especial) | 8 (+1 especial) | 8 (+1 especial) | 8 (+1 especial) | 52                 | Sim           |
| Elizabeth McGovern    | Cora Crawley, Codessa de Grantham             | 7          | 8 (+1 especial) | 8 (+1 especial) | 8 (+1 especial) | 8 (+1 especial) | 8 (+1 especial) | 52                 | Sim           |
| Sophie McShera        | Daisy Robison                                 | 7          | 8 (+1 especial) | 8 (+1 especial) | 8 (+1 especial) | 8 (+1 especial) | 8 (+1 especial) | 52                 | Sim           |
| Lesley Nicol          | Beryl Patmore                                 | 7          | 8 (+1 especial) | 8 (+1 especial) | 8 (+1 especial) | 8 (+1 especial) | 8 (+1 especial) | 52                 | Sim           |
| Maggie Smith          | Violet Crawley, Condessa Viúva de Grantham    | 7          | 8 (+1 especial) | 8 (+1 especial) | 8 (+1 especial) | 8 (+1 especial) | 8 (+1 especial) | 52                 | Sim           |
| Penelope Wilton       | Isobel Crawley                                | 7          | 8 (+1 especial) | 8 (+1 especial) | 8 (+1 especial) | 8 (+1 especial) | 8 (+1 especial) | 52                 | Sim           |
| Kevin Doyle           | Joseph Molesley                               | 4          | 6               | 8 (+1 especial) | 8 (+1 especial) | 8 (+1 especial) | 8 (+1 especial) | 46                 | Sim           |
| Allen Leech           | Tom Branson                                   | 3          | 8               | 8 (+1 especial) | 8 (+1 especial) | 8 (+1 especial) | 7 (+1 especial) | 45                 | Sim           |
| David Robb            | Dr. Richard Clarkson                          | 3          | 8               | 5 (+1 especial) | 6               | 5               | 5 (+1 especial) | 34                 | -             |
| Dan Stevens           | Matthew Crawley                               | 7          | 8 (+1 especial) | 8 (+1 especial) | -               | -               | -               | 25                 | -             |
| Siobhan Finneran      | Sarah O'Brien                                 | 7          | 8 (+1 especial) | 8 (+1 especial) | -               | -               | -               | 25                 | -             |
| Raquel Cassidy        | Phyllis Baxter                                | -          | -               | -               | 4 (+1 especial) | 8 (+1 especial) | 8 (+1 especial) | 23                 | -             |
| Lily James            | Lady Rose MacClare                            | -          | -               | 1 (+1 especial) | 8 (+1 especial) | 8 (+1 especial) | 1 especial      | 21                 | -             |
| Jessica Brown Findlay | Lady Sybil Crawley                            | 7          | 8               | 5 (+1 especial) | -               | -               | -               | 20                 | -             |
| Matt Milne            | Alfred Nugent                                 | -          | -               | 8 (+1 especial) | 8               | -               | -               | 17                 | -             |
| Ed Speleers           | Jimmy Kent                                    | -          | -               | 5 (+1 especial) | 8 (+1 especial) | 2               | -               | 17                 | -             |
| Amy Nuttall           | Ethel Parks                                   | -          | 8               | 8               | -               | -               | -               | 16                 | -             |
| Cara Theobold         | Ivy Stuart                                    | -          | -               | 5 (+1 especial) | 8 (+1 especial) | -               | -               | 15                 | -             |
| Thomas Howes          | William Mason                                 | 7          | 5               | -               | -               | -               | -               | 12                 | -             |
| Tom Cullen            | Anthony Foyle, Visconde Gillingham            | -          | -               | -               | 4 (+1 especial) | 8               | -               | 12                 | -             |
| Michael Fox           | Andrew "Andy" Parker                          | -          | -               | -               | -               | 1 (+1 especial) | 8 (+1 especial) | 11                 | Sim           |
| Julian Ovenden        | Chales Blake                                  | -          | -               | -               | 3 (+1 especial) | 5               | -               | 9                  | -             |
| Rose Leslie           | Gwen Dawson                                   | 7          | -               | -               | -               | -               | 1               | 8                  | -             |
| Matthew Goode         | Henry Talbot                                  | -          | -               | -               | -               | 1 especial      | 5 (+1 especial) | 7                  | Sim           |
| Harry Hadden-Paton    | Herbert "Bertie" Pelham, 7º Marquês de Hexham | -          | -               | -               | -               | 1 especial      | 5 (+1 especial) | 7                  | Sim           |
| Imelda Staunton       | Lady Maud Bagshaw                             | -          | -               | -               | -               | -               | -               | -                  | Sim           |

### Família Crawley
| - Hugh Bonneville interpreta Robert Crawley - Elizabeth McGovern interpreta Cora Crawley - Michelle Dockery interpreta Mary Crawley - Laura Carmichael interpreta Edith Crawley - Dan Stevens interpreta Matthew Crawley - Maggie Smith interpreta Violet Crawley - Penelope Wilton interpreta Isobel Crawley |

| Personagem | Ator/Atriz            | Primeira aparição na série de TV | Última aparição na série de TV      | Filmes        |
| --- | --------------------- | -------------------------------- | ----------------------------------- | ------------- |
| Robert Crawley, Conde de Grantham | Hugh Bonneville       | "Episode One" (Temp. 1)          | "The Finale" (2015)                 | Downton Abbey |
| Robert Crawley, o 7º Conde de Grantham, também conhecido como "Lord de Grantham", nasceu em 1866 em Downton Abbey. Os pais de Robert eram o falecido sexto conde de Grantham e a condessa viúva de Grantham, Violet Crawley. Ele tem uma irmã, Rosamund (Lady Rosamund Painswick), que também é viúva, assim como sua mãe, Violet. A educação de Robert foi privilegiada, após uma educação em casa entre as idades de 7 e 13 anos, antes de frequentar o Eton College e depois na Christ Church, Oxford, onde estudou filosofia. |                       |                                  |                                     |               |
| Cora Crawley, Condessa de Grantham | Elizabeth McGovern    | "Episode One" (Temp. 1)          | "The Finale" (2015)                 | Downton Abbey |
| Cora Crawley (nascida Levinson em 1868), também conhecida por "Condessa de Grantham" ou "Lady de Grantham", nasceu como filha de Isidore Levinson, um milionário comerciante judeu americano, e Martha Levinson (não convertida ao judaísmo). Cora casou-se com Robert em 1890, aos 22 anos. Ela é mãe de três filhas, Mary, Edith e Sybil. O papel foi inicialmente oferecido à atriz Gillian Anderson, que recusou. |                       |                                  |                                     |               |
| Violet Crawley, Condessa Viúva de Grantham | Maggie Smith          | "Episode One" (Temp. 1)          | "The Finale" (2015)                 | Downton Abbey |
| Violet Crawley, também conhecida por "Condessa Viúva de Grantham", é a mãe de Robert e Rosamund, a viúva do conde anterior. Violet nasceu em 1842 como filha de um barão. Violet tem uma irmã (que não aparece na série), cuja filha, Susan, sobrinha de Violet, é casada com o Marquês de Flintshire, conhecido na família como Shrimpy. Violet é retratada no início da série como a viúva do ex-Lorde de Grantham, uma mulher forte, "típica representante" da aristocracia vitoriana, que não trabalhou um único dia em toda a sua vida, que tem um humor seco, sarcástico, às vezes cínico, que acredita nos valores tradicionais da aristocracia britânica. À medida que a série avança, os espectadores descobrem a qualidade inesperada da "matrona" da família Crawley, como sabedoria pragmática, profunda compaixão, amor incondicional, compreensão das situações, desejo para participar na resolução de problemas não conflituosa, alta inteligência intelectual, social e emocional. |                       |                                  |                                     |               |
| Lady Mary Crawley | Michelle Dockery      | "Episode One" (Temp. 1)          | "The Finale" (2015)                 | Downton Abbey |
| Mary Josephine Talbot (nascida Crawley em 1892), também conhecida por "Lady Mary", é a filha mais velha do Lord e Lady de Grantham, que também é uma das personagens principais e uma das protagonistas da série, completou 21 anos em abril de 1912, quando a ação da série começa. Inicialmente, Lady Mary é retratada como uma mulher fria e calculada, irritável e até caprichosa. Então, conforme a série avança, os espectadores descobrem uma Lady Mary mais sábia, mostrando qualidades como lucidez, compaixão e compreensão, mas também sua devoção permanente à Downton Abbey, a residência monumental da família Crawley. No inicio da série ela estava prometida a Patrick Crawley (um primo distante, por quem ela não se sente nada atraída e que desaparece após o naufrágio do RMS Titanic em 1912), mas enventualmente se casa com seu outro primo Matthew Crawley com quem tem um filho, George. Infelizmente, Matthew morre em um acidente de carro no último episódio da terceira temporada. Anos depois, ela se casa novamente com Henry Talbot. |                       |                                  |                                     |               |
| Lady Edith Crawley | Laura Carmichael      | "Episode One" (Temp. 1)          | "The Finale" (2015)                 | Downton Abbey |
| Edith Pelham (nascida Crawley em 1893), conhecida também por "Lady Edith" e eventualmente "Marquesa de Hexham", é a filha do meio do Lord e Lady de Grantham. Durante as duas primeiras temporadas da série, Edith é frequentemente "esquecida", sendo claramente negligenciada, não sendo considerada tão atraente, bonita ou habilidosa como Lady Mary era considerada, mas não tão ousada e apaixonada como sua irmã mais nova, Sybil. Sua amarga rivalidade com a irmã Mary também é motivada pelo fato de Edith estar apaixonada por Patrick Crawley, um primo distante, que foi, até sua suposta morte no naufrágio do Titanic em 1912, o herdeiro do título de Conde de(Conde de) de Grantham. Ninguém na casa de Grantham levava a sério seu amor pelo primo Patrick e, mais ainda, Mary, que não demonstrara amor por Patrick de forma alguma, se casaria com ele. Eventualmente, Lady Edith se apaixona pelo viúvo solitário Sir Anthony Stralan (que a abandona abruptamente em frente ao altar) e pelo editor da revista Michael Gregson (que morre na Alemanha), com quem teve uma menina ilegítima que faz de Edith a herdeira da revista e de todos os seus bens. No final da série, Lady Edith Crawley encontra sua felicidade com Bertie Pelham, o ex-agente e herdeiro da propriedade do Castelo de Brancaster e o título de Marquês de Hexham.                               |                       |                                  |                                     |               |
| Lady Sybil Crawley | Jessica Brown Findlay | "Episode One" (Temp. 1)          | "Episode Five" (Temp. 3)            | -             |
| Sybil Cora Branson (nascida Crawley; 1896–1920), também conhecida por "Lady Sybil", é a filha mais nova de Lord e Lady de Grantham. Ela é ferozmente política e deseja se libertar das restrições sociais da época. Durante a Primeira Guerra Mundial, Sybil atua como enfermeira auxiliar e desenvolve sentimentos por Tom Branson, o motorista da família e um ferrenho nacionalista irlandês. No final da segunda temporada, o casal se casa e muda-se para Dublin, tendo finalmente obtido a bênção de Lord de Grantham. Sybil (agora grávida) e Tom voltam para Downton depois de fugir da Irlanda na terceira temporada, onde Sybil dá à luz uma filha, mas morre logo após devido à eclâmpsia. |                       |                                  |                                     |               |
| Matthew Crawley | Dan Stevens           | "Episode One" (Temp. 1)          | "A Journey to the Highlands" (2012) | -             |
| Matthew Reginald Crawley (1885–1921) é um primo distante de classe média dos Crawleys que se torna o herdeiro da propriedade no primeiro episódio e logo depois se muda para Downton. Ele acha difícil conciliar o estilo de vida tradicionalista e aristocrático de Downton com sua educação de classe média, mas ele acaba sendo aceito na família e se torna uma espécie de filho substituto de Lord Grantham. Matthew e Mary se apaixonam, mas as circunstâncias os separam e Matthew fica noivo de Lavinia Swire. Matthew ficou paralisado da cintura para baixo enquanto servia na Primeira Guerra Mundial, mas, após uma recuperação milagrosa e dificuldade de superar a morte de Lavinia devido à gripe espanhola, ele e Mary se casaram em 1920. Em setembro de 1921, Mary deu à luz seu filho George, mas Matthew morreu em um acidente de carro enquanto dirigia do hospital para casa. Após sua morte, seu filho George se torna o herdeiro do condado. Matthew morre porque seu ator decidiu deixar a série. Julian Fellowes queria que Matthew morresse na 4ª temporada, mas o ator queria ir embora antes. Uma pesquisa do Huffington Post revelou que 85% dos entrevistados expressaram aversão à morte de Matthew. Maureen Ryan do Huffington Post afirmou que acreditava que a morte de Matthew foi benéfica para a história, já que suas histórias se tornaram repetitivas. |                       |                                  |                                     |               |
| Isobel Crawley | Penelope Wilton       | "Episode One" (Temp. 1)          | "The Finale" (2015)                 | Downton Abbey |
| Isobel Gray (anteriormente Crawley, nascida Turnbull), eventualmente chamada de "Lady Merton", é a mãe viúva de Matthew. Um tema recorrente durante as duas primeiras temporadas é o choque entre os valores mais modernos e liberais de Isobel com as idéias tradicionalistas do Lord de Grantham e sua família. Isobel, uma ex-enfermeira, constantemente assume novas causas de caridade, ajudando a administrar a casa de convalescença em Downton e ajudando refugiados e prostitutas, embora seu senso de imperativo moral frequentemente irrite outras pessoas. Ela mantém uma rivalidade briguenta com Violet, a condessa viúva, mas isso eventualmente se transforma em uma amizade genuína, especialmente depois que Isobel é atingida pela tristeza pela morte inesperada de Matthew no final da terceira temporada. Na temporada 4, Isobel e Violet tornaram-se amigas íntimas e confidentes, Isobel recebe uma proposta de casamento de Lord Merton, e apesar de um susto de saúde e das tentativas de seus filhos de impedir o casamento, Isobel decide se casar com ele na temporada final. |                       |                                  |                                     |               |

### Conhecidos dos Crawley
| - Allen Leech interpreta Tom Brason - Lily James interpreta Rose MacClare - Tom Cullen interpreta Tony Foyle - Julian Ovenden interpreta Charles Blake - Matthew Goode interpreta Henry Talbot - Imelda Staunton interpreta Maud Bagshaw |

| Personagem | Ator/Atriz         | Primeira aparição na série de TV | Última aparição na série de TV | Filmes        |
| --- | ------------------ | -------------------------------- | ------------------------------ | ------------- |
| Tom Branson | Allen Leech        | "Episode Four" (Temp. 1)         | "The Finale" (2015)            | Downton Abbey |
| Tom Branson é um rapaz irlandês com visão política socialista, na primeira temporada é contratado como novo motorista e aproxima Sybil do ativismo político. Na segunda temporada, ele pede a Sybil em casamento e consegue um emprego em Dublin como jornalista, mas só depois de muitas dificuldades é que consegue ser aceito por Robert. Durante a terceira temporada, devido às suas atividades subversivas e após uma fuga ousada, ele é exilado para a Inglaterra e se estabelece em Downton Abbey com Sybil. Após a morte de sua esposa depois de dar à luz sua filha Sybil, ele é convencido por Matthew a ficar com a família e ajudar a administrar a propriedade. Tom Branson deveria aparecer em apenas três episódios da primeira série, e Branson era originalmente nascido em Yorkshire. Leech a princípio tentou desenvolver um sotaque de Yorkshire em um esforço para evitar que seu personagem se tornasse um estereótipo irlandês, mas quando foi persuadido de que Tom não se tornaria tal, ele usou seu sotaque irlandês nativo. |                    |                                  |                                |               |
| Dr. Richard Clarkson | David Robb         | "Episode Two" (Temp. 1)          | "The Finale" (2015)            | -             |
| Richard Clarkson é o médico da família Crawley. Durante a segunda temporada, ele se torna um cirurgião do exército após a eclosão da Primeira Guerra Mundial, e como major torna-se o comandante militar em Downton, quando a casa se torna um hospital de convalescença. Quando Matthew está ferido, ele acha que sua coluna pode ter sido quebrada, mas está errado quando Matthew anda novamente (ele estava apenas sofrendo de choque espinhal, que não incapacitou permanentemente suas pernas). Na terceira temporada, quando Lady Sybil entra em trabalho de parto, ele vê sinais de que ela está sofrendo de eclâmpsia e corre o risco de morrer de convulsões intensas e sofrimento. No entanto, por causa de seu diagnóstico incorreto de Matthew, Robert contrata um conhecido médico que discorda veementemente de Clarkson. No início, Sybil parece bem após o nascimento, mas tarde da noite ela começa a ter ataques e morre. Cora culpa Robert pela morte de Sybil porque ele não deu ouvidos a Clarkson. Violet faz Clarkson mentir para consertar seu casamento. Em uma viagem às montanhas, é revelado que o Dr. Clarkson desenvolveu sentimentos românticos por Isobel Crawley. Ele havia planejado fazer uma proposta de casamento a ele e a levou à feira da aldeia. No entanto, depois que ela explica seus sentimentos sobre o casamento, ele não age. |                    |                                  |                                |               |
| Rose MacClare | Lily James         | "Episode Eight" (Temp. 3)        | "The Finale" (2015)            | -             |
| Rose Aldridge (nascida MacClare em 1902), também conhecida por Lady Rose, é a filha de Hugh e Susan MacClaire, marqueses de Flintshire. Sua mãe é sobrinha de Violet e, portanto, prima de Robert e Rosamund. Por outro lado, gosta muito do pai, odeia a mãe, que a trata com muita severidade; para desafiar esta última, ela é surpreendida várias vezes por todos fazendo coisas inadequadas para sua linhagem e idade, como dançar em clubes com um homem casado e estar disposta a se casar com um homem negro. Na quinta temporada, ele se dedica aos nobres russos que escaparam da revolução e conhece um jovem banqueiro, Atticus Aldridge, filho dos Sinderbys, uma família de fé judaica. Os dois se casam no final da quinta temporada e partem para Nova York, onde terão uma filha, Victoria Rachel Cora. |                    |                                  |                                |               |
| Anthony Foyle, Visconde de Gillingham | Tom Cullen         | "Episode Four" (Temp. 3)         | "Episode Eight" (Temp. 5)      | -             |
| Anthony "Tony" Foyle é um pretendente de Mary, ele se declara para ela depois que ela se recupereu do luto por Matthew: ele gostaria de se casar com ela, mas Mary ainda está ligada à memória de seu falecido marido para poder se relacionar com alguém. Mary concorda em se casar com ele depois de passar uma noite com ele em Liverpool, mas então pensa a respeito e tenta de todas as maneiras tornar óbvia sua recusa. Lord Gillingham casa-se com Mable Lane-Fox, a mulher com quem estava noivo antes de começar a cortejar Mary. |                    |                                  |                                |               |
| Charles Blake | Julian Ovenden     | "Episode Six" (Temp. 4)          | "Episode Seven" (Temp. 5)      | -             |
| Charles Blake é o colega de Evelyn Napier, ela chega a Downton com ele, com a intenção de conduzir uma investigação em nome do Ministério sobre a decadência da aristocracia após a guerra. Ele é desagradável com Mary que acredita que ele seja um dos muitos que esperam a ruína de sua classe, os dois se tornam cúmplices após passarem uma noite resgatando os porcos da fazenda que ficaram sem água. Charles também está fascinado pela mulher e espera um dia ter uma chance com ela, mas recua depois de ver os sentimentos genuínos de Tony por Mary. Mais tarde, ele ajuda Mary a se livrar das constantes atenções de Tony. |                    |                                  |                                |               |
| Henry Talbot | Matthew Goode      | "A Moorland Holiday" (2014)      | "The Finale" (2015)            | Downton Abbey |
| Henry Talbot é um encantador piloto profissional que se apaixona por Mary depois de conhecê-la nas férias com o Aldrige em Brancaster. Ele pede a Mary em casamento depois de testemunhar a morte de seu melhor amigo Charlie Rogers durante uma corrida, mas ela se recusa, ciente da morte de Matthew em um acidente de carro. Eles se casam no final da sexta temporada, e mais tarde é revelado que Mary está grávida novamente. |                    |                                  |                                |               |
| Herbert "Bertie" Pelham, Marquês de Hexam | Harry-Hadden Paton | "A Moorland Holiday" (2014)      | "The Finale" (2015)            | Downton Abbey |
| Bertie Pelham, Marquês de Hexam é um administrador da propriedade Brancaster em nome dos Hexams, encontra os Crawleys quando a família está de férias com os Sinderbys na propriedade. Ele se apaixona por Edith, com quem deseja se casar, e torna-se Marquês de Hexam depois que seu primo, o atual Marquês, morre de malária. Ele se distancia de Edith depois que a verdadeira identidade de Marigold é revelada a ele, mas eles voltam a ficar juntos porque ele está apaixonado por ela. |                    |                                  |                                |               |
| Lady Maud Bagshaw | Imelda Staunton    | -                                | -                              | Downton Abbey |
| Maud Bagshaw, também chamada por Lady Bagshaw, é introduzida no filme como a dama de companhia da Rainha Mary. Lady Bagshaw é prima-irmã do falecido pai de Robert, e as duas famílias se desentenderam por causa de uma questão de herança. Lady Bagshaw sempre cuidou de uma jovem chamada Lucy, e, quando o Rei George V e a Rainha visitaram Downton, Violet ficou chateada ao descobrir que Maud escolhera Lucy como sua herdeira e não Robert. No entanto, Isobel supõe corretamente que Lucy seja filha ilegítima de Maud, o que Maud confirma; ela nomeara Lucy como sua herdeira por amor. Violet é compreensiva quando informada dos fatos. |                    |                                  |                                |               |

### Funcionários de Downton
| - Jim Carter interpreta Charles Carson - Brendan Coyle interpreta John Bates - Joanne Froggatt interpreta Anna Smith - Phyllis Logan interpreta Elsie Hughes - Robert James-Collier interpreta Thomas Barrow - Sophie McShera interpreta Daisy Robinson - Lesley Nicol interpreta Beryl Patmore |

| Personagem | Ator/Atriz           | Primeira aparição na série de TV | Última aparição na série de TV      | Filmes        |
| --- | -------------------- | -------------------------------- | ----------------------------------- | ------------- |
| Sr. Charles Carson | Jim Carter           | "Episode One" (Temp. 1)          | "The Finale" (2015)                 | Downton Abbey |
| Charles "Charlie" Carson é o mordomo de Downton Abbey, onde trabalha desde menino e sente saudades dos velhos tempos. Extremamente preciso e profissional, ele se mostra apegado ao rótulo mais do que à própria aristocracia. Quando jovem, ele foi ator e tenta esconder esse aspecto infame de seu passado a todo custo. Ele ama muito Mary, a quem considera uma filha, e na segunda temporada está disposto a segui-la até seu novo lar, mas desiste de seu propósito, percebendo o mau comportamento do futuro marido de Mary, Richard Carlisle. Na sexta temporada ele se casa com a Sra. Hughes e no final da temporada ele descobre um tremor em sua mão e decide deixar o trabalho de mordomo para Barrow. |                      |                                  |                                     |               |
| John Bates | Brendan Coyle        | "Episode One" (Temp. 1)          | "The Finale" (2015)                 | Downton Abbey |
| John Bates conheceu Robert Crawley durante a Guerra dos Bôeres, durante a qual ele sofreu uma lesão que o deixou manco. Na primeira temporada ele é contratado como manobrista e fica muito grato ao conde pela chance que teve. Ele tenta resolver seu problema com um corretivo de claudicação, o que lhe causa um sofrimento terrível e com a ajuda da Sra. Huges ele se livra do instrumento de tortura e aceita sua condição; ele também se apaixona por Anna. Na segunda temporada, ele pede o divórcio de sua esposa Vera, que no entanto se recusa e ameaça contar aos jornais o segredo de Mary, destruindo assim a serenidade de Downton. Por isso, Bates deixa o serviço na fazenda para ir com ela, passando a trabalhar em um pub. Quando sua esposa morre, ele se casa com Anna, mas é preso pelo assassinato de Vera e condenado primeiro ao enforcamento e depois à prisão perpétua. No entanto, Anna consegue encontrar uma testemunha decisiva que o exonera e, voltando para casa, reassume seu papel como criado de Robert. Na quinta temporada, ele se envolve na investigação da morte do estuprador de Anna, que também é presa. No final da sexta temporada, ele se torna pai após uma gravidez problemática. |                      |                                  |                                     |               |
| Sarah O'Brien | Siobhan Finneran     | "Episode 1" (Temp. 1)            | "A Journey to the Highlands" (2012) | -             |
| Sarah O'Brien é a empregada pessoal cautelosa e maliciosa da condessa e não aceita a supremacia de Carson e da Sra. Hughes. Única aliada de Thomas, ela vem conspirando contra Bates desde sua chegada e é a causa do aborto de Cora. O relacionamento com Thomas se deteriora durante a terceira temporada e os dois tramam um atrás do outro. Também na terceira temporada, ela consegue que seu sobrinho Alfred seja contratado como garçom. No início da 4ª temporada, é revelado que ela secretamente aceitou um trabalho como empregada doméstica pessoal com a mãe fria e mesquinha de Rose na Índia. O produtor executivo Gareth Neame afirmou que Finneran decidiu deixar a série. A própria Finneran confirmou isso. |                      |                                  |                                     |               |
| Anna Smith | Joanne Froggatt      | "Episode One" (Temp. 1)          | "The Finale" (2015)                 | Downton Abbey |
| Ana May Bates (nascida Smith em 1886) é a principal empregada doméstica, ela cuida das filhas do conde. Inteligente e engenhosa, ela é geralmente apreciada. Na primeira temporada, ela apóia o Sr. Bates desde o início e se apaixona por ele, casando-se com ele na segunda temporada. Na terceira temporada, ela é promovida a empregada doméstica de Mary. Ela é estuprada sexualmente na quarta temporada pelo Sr. Green, o criado de Lord Gillingham. E após a morte repentina de Sr. Green, ela é suspeita de assassinato. Felizmente, ela é absolvida pouco depois (temporadas 4 e 5). Na sexta temporada, apesar de alguns problemas iniciais, ela concebe um filho com o Sr. Bates. |                      |                                  |                                     |               |
| Sra. Elsie Hughes | Phyllis Logan        | "Episode One" (Temp. 1)          | "The Finale" (2015)                 | Downton Abbey |
| Elsie Carson (nascida Hughes) é a governanta e cuida da casa e das empregadas. Uma mulher amável, mas durona, é a única capaz de acompanhar Carson, com quem mantém uma relação de amizade. Na primeira temporada ela recebe a visita de um ex-pretendente que a pede em casamento, mas ela recusa a proposta por medo de ter que deixar o serviço em Downton. Na 3ª temporada, ela teme ter câncer porque ela encontra um caroço em seu seio, mas acaba sendo benigno. Na sexta temporada, ela se casa com Carson e eles vão morar em uma cabana na propriedade, mantendo seus papéis. |                      |                                  |                                     |               |
| Thomas Barrow | Robert James-Collier | "Episode One" (Temp. 1)          | "The Finale" (2015)                 | Downton Abbey |
| Thomas Barrow é o primeiro garçom que se acha melhor que os outros. Ele é arrogante e quer se tornar um lacaio, e para isso ele se aproxima de cada hóspede rico de Downton para saber se há uma vaga que lhe permita deixar a propriedade. Na primeira temporada, para irritar William, ele corteja Daisy e mais tarde ele é enviado para o front de guerra na segunda temporada, chocado com os horrores da guerra, é ferido de propósito para deixar o front. Retorna a Downton Abbey para cuidar dos feridos quando a residência é temporariamente convertida em uma casa de convalescença; quando a guerra acaba, ele abre negócios no mercado negro, mas é enganado ao perder todas as suas economias. Ele volta a ser um garçom e na 3ª temporada é promovido a valete de Robert após a prisão de Bates, mas, quando Bates é liberado, ele relutantemente retorna à sua antiga posição. Ele não gosta do sobrinho da Sra. O'Brien, Alfred, e se apaixona pelo novo garçom James: isso quase lhe custa o emprego quando a Sra. O'Brien o faz pensar que James retribui; a relação entre os dois homens é tensa após a revelação da homossexualidade de Thomas, mas eles posteriormente estabelecem uma amizade. Na sexta temporada ele se aproxima do novo garçom, Andy, tentando formar uma nova amizade. Mas Andy, a princípio, descobrindo a homossexualidade de Thomas, tenta afastá-lo. Mas quando Thomas se oferece para ajudá-lo a aprender a ler, Andy percebe que o julgou mal. A situação de Thomas piora quando ele é afastado de todos e Carson fica impaciente em tê-lo ainda em casa. Ele afunda na solidão e tenta o suicídio. No entanto, ele é resgatado a tempo pela Srta. Baxter, Andy e Sra. Hughes. No final da temporada, ele parece mudado, gentil e atencioso com todos e, após a aposentadoria de Carson, ele se torna o novo mordomo de Downton. Thomas foi originalmente criado para ser retirado do show no final da primeira temporada, noo entanto, depois que James-Collier filmou os dois primeiros episódios do show, os produtores contataram seu agente e perguntaram se ele gostaria continuar na série. |                      |                                  |                                     |               |
| William Mason | Thomas Howes         | "Episode One" (Temp. 1)          | "Episode Five" (Temp. 2)            | -             |
| William Mason é o segundo garçom que é frequentemente explorado por Thomas por sua ingenuidade. Ele está apaixonado por Daisy. Na segunda temporada ele vai para a guerra, movido por um senso de honra muito forte. Ele se torna o assistente pessoal de Matthew, mas é atingido por uma granada e, pouco antes de sua morte, se casa com Daisy. |                      |                                  |                                     |               |
| Gwen Dawson | Rose Leslie          | "Episode One" (Temp. 1)          | "Episode Four" (Temp. 6)            | -             |
| Gwen Harding (nascida Dawson) é uma empregada doméstica, mas quer se tornar uma secretária: tem uma natureza um tanto rebelde e se torna amiga de Lady Sybil, que a ajuda a fazer um curso de taquigrafia e encontra um emprego como secretária (1ª temporada). Ela retorna na sexta temporada, agora casada com um homem chamado John Harding, convidada para Downton Abbey por Lady Rosamund, interessada em apoiar o instituto para mulheres jovens que ela criou e cujo tesoureiro é seu marido. |                      |                                  |                                     |               |
| Sra. Beryl Patmore | Lesley Nicol         | "Episode One" (Temp. 1)          | "The Finale" (2015)                 | Downton Abbey |
| Beryl Patmore é a cozinheira de Downton. Na primeira temporada ela sofre uma forte perda de visão e é acompanhada por Anna a Londres para uma cirurgia no olho. Na segunda temporada, ele descobre com grande tristeza a morte de seu sobrinho, convocado para o exército e alvejado por covardia. Ela gosta muito de William, pressionando por seu casamento com Daisy, e é novamente afetada pela morte do jovem. Ela tem um relacionamento conflitante com Daisy, com a qual ela se preocupa muito. Ela não gosta da "diabrura" moderna, como torradeiras e liquidificadores, que começam a invadir sua cozinha. |                      |                                  |                                     |               |
| Deisy Robinson | Sophie McShera       | "Episode One" (Temp. 1)          | "The Finale" (2015)                 | Downton Abbey |
| Deisy Mason (nascida Robinson) é uma empregada doméstica de cozinha, ela tem onze outros irmãos e irmãs. Ela é bastante ingênua e desajeitada, e muitas vezes se deixa influenciar por Thomas e O'Brien. Na primeira temporada, ele aceita os flertes de Thomas, percebendo mais tarde que ele não está realmente interessado. Na segunda temporada, ela faz William acreditar que está apaixonada por ele e se casa com ele antes que o rapaz morra. Ela tem um forte sentimento de culpa por enganar William e se recusa a aceitar a pensão de viúva de guerra. Na terceira temporada, ela se apaixona por Alfred, que não retribui, e se torna uma assistente de cozinheira. Na sexta temporada, ela se apaixona por Andy Parker, o novo lacaio que se torna um novo lavrador na fazenda do Sr. Mason. Ela ganha um novo penteado e anuncia que deixará Downton Abbey e se mudará para a Yew Tree Farm com seu sogro o Sr. Mason. |                      |                                  |                                     |               |
| Sr. Joseph Molesley | Kevin Doyle          | "Episode Two" (Temp. 1)          | "The Finale" (2015)                 | Downton Abbey |
| Joseph Molesley é o mordomo e criado de Matthew Crawley. No início da primeira temporada, Matthew não permite que ele faça suas funções, fazendo tudo sozinho, mas aceita que Molesley o ajude a se vestir. Na segunda temporada ele se apaixona por Anna, que o rejeita. Graças à intercessão de Violet, ele é reformado pelo exército. Ele volta para Downton como criado de Matthew, mas não consegue encontrar trabalho quando o jovem morre; no entanto, quando Alfred deixa Downton para se tornar um chef no Ritz, ele relutantemente concorda em substituí-lo como garçom. Na sexta temporada ele se torna professor na escola da vila. |                      |                                  |                                     |               |
| Ethel Parks | Amy Nuttall          | "Episode One" (Temp. 2)          | "Episode Eight" (Temp. 3)           | -             |
| Ethel Parks é uma empregada doméstica em Downton, substituindo Gwen. Ela mostra abertamente sua intolerância em ser empregada doméstica, ganhando a antipatia de todos os criados. Ela é demitida após ser pega na cama com o major Bryant em Downton. Ela engravida do homem, que no entanto não quer reconhecer a criança; quando o major morre, seus pais pedem que ela deixe o pequeno Charlie com eles e saia da vida do bebê, mas ela se recusa. Na terceira temporada, depois de se prostituir, ela deixa Charlie com os avós para ajudá-lo a ter uma vida melhor. |                      |                                  |                                     |               |
| Alfred Nugent | Matt Milne           | "Episode One" (Temp. 3)          | "Episode Eight" (Temp. 4)           | -             |
| Alfred Nugent é o novo primeiro garçom, sobrinho de O'Brien, que logo se torna vítima das travessuras de Thomas. Ele é um rapaz tímido e muito alto que costuma cometer erros; no entanto, ele é tomado por Carson sob sua proteção, julgando-o responsável e disposto. Embora ele e James se tornem amigos, eles frequentemente competem para serem notados por Ivy, por quem Alfred está apaixonado. Ele gosta de seu trabalho, mas sonha em ser chef e vence um concurso para se tornar aprendiz de chef no Ritz. |                      |                                  |                                     |               |
| James Kent | Ed Speleers          | "Episode Four" (Temp. 3)         | "Episode Two" (Temp. 5)             | -             |
| James "Jimmy" Kent é o novo segundo garçom, um rapaz charmoso que chama a atenção das empregadas e de Thomas. O pai morreu na guerra, enquanto a mãe da gripe espanhola. Ele é um pouco arrogante e não se importa em se divertir, e é por isso que Carson mal o tolera. Ele corteja Ivy principalmente para irritar Alfred. Ele é incitado por O'Brien contra Thomas quando este tenta beijá-lo. A relação entre James e Thomas é tensa após a revelação da homossexualidade de Thomas, mas eles posteriormente estabelecem uma amizade. Ele é despedido quando Robert o encontra na cama com sua ex-amante. |                      |                                  |                                     |               |
| Ivy Stuart | Cara Theobold        | "Episode Four" (Temp. 3)         | "Episode Eight" (Temp. 4)           | -             |
| Ivy Stuart é a nova copeira, que enfrenta a hostilidade de Daisy porque está sendo cortejada por Alfred. Ele tem uma queda por Jimmy. Após a dança de Rose, ela parte para a América para se tornar a cozinheira de Harold. |                      |                                  |                                     |               |
| Phyllis Baxter | Raquel Cassidy       | "Episode Five" (Temp. 4)         | "The Finale" (2015)                 | Downton Abbey |
| Phyllis Baxter é contratada como empregada doméstica de Cora após o incidente de Edna com a Sra. Hughes e Tom. É revelado que ela deve este trabalho graças a Barrow que, no entanto, a mantém sob controle, chantageando-a por informações e ameaçando-a para contar seu passado à condessa: anteriormente, ela havia sido presa após roubar joias da mulher onde estava servindo por causa de um homem, que mais tarde a abandonou. Mais tarde, ela construa um vínculo profundo de amizade com Molesley. |                      |                                  |                                     |               |
| Andrew Parker | Michael C. Fox       | "Episode Eight" (Temp. 5)        | "The Finale" (2015)                 | Downton Abbey |
| Andrew "Andy" Parker é um lacaio que começou a trabalhar em Downton Abbey em 1924. Quando ele estava na escola, ele brincava e nunca aprendeu a ler ou escrever qualquer coisa além de seu próprio nome. A empregada doméstica da condessa viúva Gladys Denker aproveita-se dele para sair para beber, fazendo-o pagar suas bebidas, mas Thomas Barrow vem em seu socorro, ensinando a Denker uma lição no processo. Ao saber que Andy não saber ler e nem escrever, Thomas se oferece para ensiná-lo, mas depois Andy tenta romper os laços com Thomas, porque o Sr. Carson, a Sra. Hughes e a Sra. Patmore o informam de que Thomas é homossexual. Andy ajuda o Sr. Mason a se mudar para a Yew Tree Farm com a Sra. Patmore e Daisy. Ele se oferece para ajudar o Sr. Mason a cuidar dos porcos de Downton e mostra interesse em agricultura. Andy e Deisy se tornam mais próximos e acabam se apaixonando. |                      |                                  |                                     |               |

## Personagens Secundários

### Recorrentes
= Recorrente (2+ episódios)
     = Participação (1 episódio)
| Atores                | Personagens                                     | Temporadas      | Temporadas      | Temporadas      | Temporadas      | Temporadas      | Temporadas      | Total de episódios | Filmes        |
| Atores                | Personagens                                     | 1.ª             | 2.ª             | 3.ª             | 4.ª             | 5.ª             | 6.ª             | Total de episódios | Downton Abbey |
| --------------------- | ----------------------------------------------- | --------------- | --------------- | --------------- | --------------- | --------------- | --------------- | ------------------ | ------------- |
| Samantha Bond         | Lady Rosamund Painswick                         | 1               | 2 (+1 especial) | 1               | 3 (+1 especial) | 3               | 5 (+1 especial) | 18                 | -             |
| Jeremy Swift          | Septimus Spratt                                 | -               | -               | -               | 3               | 6 (+1 especial) | 5 (+1 especial) | 16                 | -             |
| Douglas Reith         | Lord Merton                                     | -               | -               | 1               | 1 (+1 especial) | 5 (+1 especial) | 6 (+1 especial) | 16                 | Sim           |
| Paul Copley           | Sr. Marson                                      | -               | 2 (+1 especial) | 1               | 1               | 2               | 8 (+1 especial) | 16                 | -             |
| Howard Ward           | Sargento Willis                                 | -               | 2 (+1 especial) | 1               | 1               | 2               | 8 (+1 especial) | 11                 | -             |
| Andrew Scarborough    | Tim Drewe                                       | -               | -               | -               | 2 (+1 especial) | 7               | 1               | 11                 | -             |
| Sue Johnston          | Srta. Denker                                    | -               | -               | -               | -               | 2 (+1 especial) | 4 (+1 especial) | 8                  | -             |
| Daisy Lewis           | Sarah Bunting                                   | -               | -               | -               | 2 (+1 especial) | 5               | -               | 8                  | -             |
| Michael Cochrane      | Reverendo Travis                                | -               | 2               | 3               | -               | 2 (+1 especial) | -               | 8                  | -             |
| Zoe Boyle             | Lavinia Swire                                   | -               | 7               | -               | -               | -               | -               | 7                  | -             |
| Robert Bathurst       | Sir Anthony Strallan                            | 3 (+1 especial) | -               | 3               | -               | -               | -               | 7                  | -             |
| Jonathan Coy          | George Murray                                   | 1 (+1 especial) | -               | 4 (+1 especial) | -               | -               | -               | 7                  | -             |
| Charles Edwards       | Michael Gregson                                 | -               | -               | 2 (+1 especial) | 2 (+1 especial) | -               | -               | 7                  | -             |
| Emma Lowndes          | Sra. Margie Drewe                               | -               | -               | -               |                 | 6               | 1               | 7                  | -             |
| Patrick Brennan       | Sr. Timothy "Tim" Drewe                         | -               | -               | -               | -               | 1               | 5 (+1 especial) | 7                  | -             |
| Brendan Patricks      | Evelyn Napier                                   | 2               | -               | -               | 4               | -               | 1               | 7                  | -             |
| Iain Glen             | Sir Richard Carlisle                            | -               | 5 (+1 especial) | -               | -               | -               | -               | 6                  | -             |
| Rade Serbedzija       | Príncipe Igor Kuragin                           | -               | -               | -               | -               | 5 (+1 especial) | -               | 6                  | -             |
| Matt Barber           | Atticus Aldridge                                | -               | -               | -               | -               | 4 (+1 especial) | 1               | 6                  | -             |
| Catherine Steadman    | Mabel Lane Fox                                  | -               | -               | -               | -               | 5               | -               | 5                  | -             |
| Antonia Bernath       | Laura Edmunds                                   | -               | -               | -               | -               | -               | 3 (+1 especial) | 5                  | -             |
| Christine Lohr        | May Bird                                        | 1               | 1               | 2               | -               | -               | -               | 4                  | -             |
| Clare Calbraith       | Jane Moorsum                                    | -               | 4               | -               | -               | -               | -               | 4                  | -             |
| Penny Downie          | Rachel Aldridge, Lady Sinderby                  | -               | -               | -               | -               | 3 (+1 especial) | -               | 4                  | -             |
| James Faulkner        | Daniel Aldridge, Lord Sinderby                  | -               | -               | -               | -               | 3 (+1 especial) | -               | 4                  | -             |
| Gary Carr             | Jack Ross                                       | -               | -               | -               | 4               | -               | -               | 4                  | -             |
| Harriet Walter        | Prudence, Lady Viúva de Shackleton              | -               | -               | -               | 1               | 1               | 2               | 4                  | -             |
| Peter Egan            | Hugh "Shrimpie" MacClare, Marquês de Flintshire | -               | -               | 1 especial      | -               | 2               | 1 especial      | 4                  | -             |
| Shirley MacLaine      | Martha Levinson                                 | -               | -               | 2               | 1 especial      | -               | -               | 3                  | -             |
| Richard Teverson      | Dr. Ryder                                       | -               | -               | 1               | -               | -               | 3               | 3                  | -             |
| Andrew Westfield      | Lynch                                           | 2               | -               | -               | -               | -               | -               | 2                  | -             |
| Maria Doyle Kennedy   | Vera Bates                                      | -               | 2               | -               | -               | -               | -               | 2                  | -             |
| Cal MacAninch         | Henry Lang                                      | -               | 2               | -               | -               | -               | -               | 2                  | -             |
| Stephen Ventura       | Davis                                           | -               | 2               | -               | -               | -               | -               | 2                  | -             |
| Daniel Pirrie         | Major Charles Bryant                            | -               | 2               | -               | -               | -               | -               | 2                  | -             |
| Michael Culkin        | Arcerbispo de York                              | -               | -               | 2               | -               | -               | -               | 2                  | -             |
| Karl Haynes           | Dent                                            | -               | -               | 2               | -               | -               | -               | 2                  | -             |
| Mark Penfold          | Sr. Charkham                                    | -               | -               | 2               | -               | -               | -               | 2                  | -             |
| Lucille Sharp         | Reed                                            | -               | -               | 2               | -               | -               | -               | 2                  | -             |
| Ged Simmons           | Turner                                          | -               | -               | 2               | -               | -               | -               | 2                  | -             |
| Joncie Elmore         | John Pegg                                       | -               | -               | -               | 2               | -               | -               | 2                  | -             |
| Andrew Alexander      | Sir John Bullock                                | -               | -               | -               | 2               | -               | -               | 2                  | -             |
| Patrick Kennedy       | Terence Sampson                                 | -               | -               | -               | 2               | -               | -               | 2                  | -             |
| Christopher Rozycki   | Conde Nikolai Rostov                            | -               | -               | -               | -               | 2               | -               | 2                  | -             |
| Hayley Jayne Standing | Lucy                                            | -               | -               | -               | -               | -               | 2               | 2                  | -             |

| - Maria Doyle Kennedy interpreta Vera Bates - Iain Glen interpreta Sir Richard Carlisle - Zoe Boyle interpreta Lavinia Swire - Shirley MacLaine interpreta Martha Levinson |

A seguir está uma lista de personagens secundários que tiveram um arco de história na série que durou dois episódios ou mais durante a série.
| Personagem | Ator/Atriz          | Primeira aparição na série de TV | Última aparição na série de TV      | Filmes        |
| --- | ------------------- | -------------------------------- | ----------------------------------- | ------------- |
| Sir Anthony Strallan | Robert Bathurst     | "Episode Five" (Temp. 1)         | "Episode Three" (Temp. 3)           | -             |
| Anthony Strallan é um viúvo que ama automóveis e compartilhava esse interesse com Edith e, além de aproximá-los, a inspirou a aprender a dirigir. Ele estava planejando propor casamento a Edith antes que Mary o induzisse a pensar que Edith o rejeitaria e ele foi embora sem uma explicação. No especial de Natal, ele é convidado por Lord Grantham para a tradicional sessão de fotos de Natal, mas recusa repetidamente. Edith descobre que ele sofreu uma lesão debilitante no braço durante a Primeira Guerra Mundial, daí sua recusa. Ela está convencida de que ele pode aceitá-la de volta e eles podem se casar, mas ele gentilmente diz a ela que está muito velho para ela e que ele não quer que ela desperdice sua vida cuidando dele. Na temporada 3, Edith e Anthony se reconectam e logo ficam noivos. No entanto, Anthony abandona Edith no altar, devastando-a. |                     |                                  |                                     |               |
| Lady Rosamund Painswick | Samantha Bond       | "Episode Seven" (Temp. 1)        | "The Finale" (2015)                 | -             |
| Rosamund Painswick (nascida Crawley) é a irmã viúva de Robert que vive sozinha em Londres. Ela e seu falecido marido, Marmaduke Painswick, não tiveram filhos. Rosamund é um dos membros mais obstinados e francos da família. Ela é dedicada a Robert e sua família e, portanto, sente que é seu dever falar o que pensa em todas as ocasiões possíveis, embora sua interferência nas decisões de suas sobrinhas frequentemente tenha resultados desastrosos. Por exemplo, a influência de Rosamund causa complicações e atrasos no noivado de Mary e Matthew durante as duas primeiras temporadas. No entanto, Rosamund também apóia Edith durante a gravidez não planejada de Edith e em encontrar uma maneira de criar a criança. Os Crawleys mais jovens costumam usar a casa de Rosamund em 35 Belgrave Square como um lugar para ficar quando visitam Londres, ocasiões em que Rosamund aproveita a oportunidade para pôr em dia as fofocas da família. |                     |                                  |                                     |               |
| May Bird | Christine Lohr      | "Episode Seven" (Temp. 1)        | "Episode Five" (Temp. 3)            | -             |
| May Bird foi a cozinheira de Isobel e Matthew Crawley em Crawley House. Antes de 1912, ela morava em Manchester com os Crawleys como cozinheira, mas quando eles se mudaram, ela foi com eles. Na primeira temporada, ela é convidada a substituir a Sra. Patmore como cozinheira em Downton Abbey enquanto ela está fora para fazer uma operação no olho. Quando a Sra. Patmore retorna, eles dirigem juntos a Garden Party para o fundo do hospital. Durante a Grande Guerra, ela abriu uma cozinha comunitária em Crawley House, em segredo, e foi ajudada pela Sra. Patmore e Daisy a administrá-la com o dinheiro doado pelo governo para o hospital. Tudo isso ocorre quando Matthew e sua mãe estavam na França, nas trincheiras e nos hospitais de campanha, respectivamente. Na terceira série, Isobel quer contratar Ethel para trabalhar ao lado da Sra. Bird. Quando a Sra. Bird se recusa a trabalhar com uma ex-prostituta, ela decide ir embora. |                     |                                  |                                     |               |
| Lavinia Swire | Zoe Boyle           | "Episode One" (Temp. 2)          | "Episode Eight" (Temp. 2)           | -             |
| Lavinia Catherine Swire é a filha única do advogado londrino Reggie Swire. Ela é a namorada de Matthew, a quem ele ama profundamente. Ela se recusa a abandoná-lo apesar de sua deficiência, decidindo se casar com ele de qualquer maneira. Ela morre inesperadamente de gripe espanhola poucos dias antes do casamento, que os Crawleys concordaram em celebrar na Abadia de Downton. Antes de morrer, ela dá a Matthew sua bênção para ele tentar algo com Mary. |                     |                                  |                                     |               |
| Vera Bates | Maria Doyle Kennedy | "Episode One" (Temp. 2)          | "Episode Six" (Temp. 2)             | -             |
| Vera Bates é a ex-esposa de John Bates. Conhecidos desde a infância, eles se casam jovens e tiveram um casamento muito infeliz. Entre servir na Guerra Anglo-Boer e entrar para a equipe na Abadia de Downton, John Bates foi para a prisão por um roubo que Vera havia cometido. Anos depois, Vera descobre que seu marido tem uma herança maior do que o esperado após a morte de sua mãe, ela chega em Downton Abbey. Ela pede grandes quantias de dinheiro, recusando o divórcio para que ele não possa se casar com sua conserva Anna, e o chantageia, ameaçando expor o segredo de Lady Mary que tinha descoberto. Ela também quer o marido de volta, pois tentou viver sozinha e não gosta disso. Bates retorna a Londres com ela para morar na casa de sua mãe, mas logo se separa ao saber que ela foi infiel a ele. Irada, ela vai até Sir Richard Carlisle e vende a história de Lady Mary, sem saber que Sir Richard está noivo de Lady Mary e não tem intenção de publicar a história. Furiosa com isso, ela diz ao juiz em seu caso de divórcio que Bates pagou para que ela consentisse. Dias depois, ela é encontrada morta e a polícia suspeita de Bates ter a assassinado. |                     |                                  |                                     |               |
| Sir Richard Carlisle | Iain Glen           | "Episode Two" (Temp. 2)          | "Christmas at Downton Abbey" (2011) | -             |
| Richard Carlisle é empresário dono de um jornal e namorado de Mary. Ele prova ser um homem cruel e sem escrúpulos que usa a ameaça de escândalo para chantagear Mary para o casamento. Ele tenta roubar Carson do serviço em Downton Abbey e tenta comprar a cumplicidade de Anna, mas não consegue. No final da segunda temporada, Mary o abandona. |                     |                                  |                                     |               |
| Henry Lang | Cal MacAninch       | "Episode Two" (Temp. 2)          | "Episode Three" (Temp. 2)           | -             |
| Henry Lang foi o valete de Lord Grantham na ausência do Sr. Bates. Ele é um veterano de guerra recente e sofre de severa Reação ao Estresse de Combate (CSR, ou choque de granada) que o deixa muito nervoso e um tanto desconectado do ambiente. Em uma ocasião notável, ele acordou a equipe no meio da noite gritando horrivelmente durante um pesadelo. O'Brien, cujo irmão sofreu um choque de granada e acabou morrendo em combate, é atipicamente simpático e gentil com ele. Mais tarde, ele deixa Downton porque sente que não está apto para o serviço. |                     |                                  |                                     |               |
| Jane Moorsum | Clare Calbraith     | "Episode Two" (Temp. 2)          | "Christmas at Downton Abbey" (2011) | -             |
| Jane Moorsum foi empregada doméstica na Abadia de Downton e a substituta de Ethel. Ela é viúva porque seu marido morreu durante a Primeira Guerra Mundial. Desde o início, fica claro que Lord Grantham acha Jane atraente e tem um grande interesse na educação de seu filho de 12 anos, Freddie. Em um ponto Grantham beija Jane, mas eles são interrompidos por um alheio Sr. Bates e eles decidem não ter um caso. Pouco depois disso, por sua livre vontade, Jane deixa o serviço em Downton. Lord Grantham insiste em usar sua influência para colocar Freddie na Ripon Grammar School e pagar as taxas escolares no futuro. |                     |                                  |                                     |               |
| Martha Levinson | Shirley MacLaine    | "Episode One" (Temp. 3)          | "The London Season" (2013)          | -             |
| Martha Levinson é a ousada, franca e rica mãe americana de Cora. Martha tem um relacionamento um pouco tenso com sua filha Cora e frequentemente troca insultos farpados com Violet. Martha se vê como representante da modernidade, enquanto Violet parece representar o mundo aristocrático pré-guerra que está gradualmente se tornando obsoleto. |                     |                                  |                                     |               |
| Lord Merton | Douglas Reith       | "Episode One" (Temp. 3)          | "The Finale" (2015)                 | Downton Abbey |
| Richard "Dickie" Gray, o Lord Merton, é padrinho de Mary e viúvo com pelo menos dois filhos, Larry e Tim Gray. Ele estava interessado em estudar medicina uma vez na vida, mas seu pai não achava adequado para alguém de sua posição. No entanto, ele mantém um fascínio pela medicina. Lord Merton é convidado para jantar em Downton Abbey junto com sua família antes do casamento de Mary e Matthew. Seu filho Larry, que já gostou de Sybil, trata seu marido Tom com grosseria e desrespeito, Lord Merton com raiva diz a ele para ficar em silêncio e pede desculpas muito sinceramente a Tom pelo que Larry fez, acrescentando sua esperança de que Tom se recuperaria antes do casamento. Em 1923, ele se interessou profundamente por Isobel, com quem se encontra novamente em um baile em Grantham House. Em 1924 anunciam que vão se casar, mas Isobel fica desanimada depois que Larry e seu irmão Tim a tratam de maneira desrespeitosa. Lord Merton observa que seus dois filhos são muito parecidos com sua falecida esposa, com quem ele não foi casado. Embora Isobel esteja preocupada em se casar com Lord Merton quando seus filhos não a aprovam, Violet insiste que ela não deve deixá-los arruinar seu futuro. Com a ajuda de Violet, Isobel propõe a Lord Merton, que aceita, para horror de seu filho e nora, e eles se casam no final da série. |                     |                                  |                                     |               |
| Michael Gregson | Charles Edwards     | "Episode Seven" (Temp. 3)        | "Episode Four" (Temp. 4)            | -             |
| Michael Gregson (falecido por volta de 8 de novembro de 1923) é editor da revista The Sketch em Londres. Depois que Lady Edith publicou uma carta em um jornal proclamando o apoio aos direitos das mulheres, Michael escreve para ela pelo menos duas vezes oferecendo-lhe uma coluna em sua revista. Incentivada por sua família (exceto seu pai, que pensava que Gregson só queria tirar vantagem de seu título e riqueza), ela foi vê-lo em Londres e aceitou sua oferta. Ao passar do tempo Michael se apaixona por Edith e decide se divorciar de sua esposa Lizzy com problemas mentais. Segundo a lei britânica, a condição de lunática não pode ser usada como base para o divórcio porque Lizzy não é nem culpada nem inocente, assim, Michael descobre que se ele se tornar um cidadão alemão, poderá se divorciar de Lizzy. Edith então o convida para uma festa em Downton, onde ele começa a ganhar o respeito de seu pai. Antes de ir a Munique para iniciar sua trajetória para obter a cidadania alemã, ele e Edith passam a última noite juntos, fazendo amor pela primeira e última vez. Ela perde a virgindade com ele. Gregson então faz Edith assinar papéis legais; se alguma coisa acontecer com ele, ela herdará seu apartamento moderno em Londres e o jornal. Gregson chega a Munique e desaparece sem uma palavra. Edith descobre que ficou grávida e fica devastada quando não recebe mais notícia de Michael. Em 1924, chega a notícia de que Michael provavelmente foi morto durante o Putsch no Beer Hall, deixando Edith arrasada, pois ela nunca perdeu a esperança de que ele pudesse estar vivo na prisão. |                     |                                  |                                     |               |

### Participações
A seguir está uma lista de personagens secundários menores que tiveram um arco de história que durou um episódio por temporada.
| Ator                  | Personagem                              | Descrição                                                          | Aparições                                                                  |
| --------------------- | --------------------------------------- | ------------------------------------------------------------------ | -------------------------------------------------------------------------- |
| Charlie Cox           | Philip, o Duque de Crowborough          | Pretendente de Lady Mary; amante de Thomas Barrow                  | "Episode One" (Temp. 1)                                                    |
| Fergus O'Donnell      | John Drake                              | Fazendeiro na propriedade de Grantham                              | "Episode Two" (Temp. 1) "Episode Two" (Temp. 2)                            |
| Cathy Sara            | Sra. Drake                              | Esposa de John Drake                                               | "Episode Two" (Temp. 1) "Episode Two" (Temp. 2)                            |
| Theo James            | Kemal Pamuk                             | Embaixador Otomano (turco) que morre na cama de Mary               | "Episode Three" (Temp. 1)                                                  |
| Bill Fellows          | Joe Burns                               | Ex-pretendente da Sra. Hughes                                      | "Episode Four" (Temp. 1)                                                   |
| Bernard Gallagher     | William "Bill" Molesley                 | Pai de Joseph Molesley                                             | "Episode Five" (Temp. 1) "Episode Eight" (Temp. 3) "Episode One" (Temp. 4) |
| Sean McKenzie         | Sr. Bromidge                            | Proprietário de uma empresa de montagem de telefones               | "Episode Seven" (Temp. 1)                                                  |
| Jane Wenham           | Sra. Bates                              | Mãe de John Bates                                                  | "Episode Seven" (Temp. 1)                                                  |
| Jeremy Clyde          | General Robertson                       | General do Exército                                                | "Episode One" (Temp. 2)                                                    |
| Peter McNeil O'Connor | Sargento Stevens                        | Sargento do Exército                                               | "Episode One" (Temp. 2)                                                    |
| Lachlan Nieboer       | Tenente Edward Courtenay                | Oficial ferido                                                     | "Episode Two" (Temp. 2)                                                    |
| Tom Feary-Campbell    | Capitão Smiley                          | Capitão do exército                                                | "Episode Three" (Temp. 2)                                                  |
| Julian Wadham         | Sir Herbert Strutt                      | General do Exército                                                | "Episode Three" (Temp. 2)                                                  |
| Trevor White          | Major Patrick Gordon                    | Oficial ferido que afirma ser o herdeiro presumido Patrick Crawley | "Episode Six" (Temp. 2)                                                    |
| Nigel Havers          | Lord Hepworth                           | Pretendente de Lady Rosamund                                       | "Christmas at Downton Abbey" (2011)                                        |
| Sharon Small          | Marigold Shore                          | Empregada de Lady Rosamund                                         | "Christmas at Downton Abbey" (2011)                                        |
| Charlie Anson         | Hon Larry Gray                          | Filho mais velho de Lord Merton                                    | "Episode One" (Temp. 3)<vr>"Episode Five" (Temp. 5) "The Finale" (Temp. 6) |
| Sarah Crowden         | Lady Manville                           | Uma das nobres locais perto de Downton                             | "Episode Two" (Temp. 3) "Episode Eight" (Temp. 5)                          |
| Emma Keele            | Mavis                                   | Prostituta                                                         | "Episode Three" (Temp. 3)                                                  |
| Tim Pigott-Smith      | Sir Philip Tapsell                      | Obstetra e ginecologista de Londres                                | "Episode Five" (Temp. 3)                                                   |
| Ruairi Conaghan       | Kieran Branson                          | Irmão do Tom                                                       | "Episode Seven" (Temp. 3)                                                  |
| Terence Harvey        | Jarvis                                  | Gerente de Downton Abbey                                           | "Episode Seven" (Temp. 3)                                                  |
| Edward Baker-Duly     | Terence Margadale                       | Amante adúltero de Lady Rose                                       | "Episode Eight" (Temp. 3)                                                  |
| Edmund Kente          | Mead                                    | Mordomo de Lady Rosamund                                           | "Episode Eight" (Temp. 3)                                                  |
| Tony Turner           | Inspetor Stanford                       | Inspetor de polícia de York                                        | "Episode Eight" (Temp. 3)                                                  |
| John Voce             | Fotógrafo                               | Fotógrafo                                                          | "Episode Seven" (Temp. 3) "Episode Eight" (Temp. 6)                        |
| Kenneth Bryans        | Nield                                   | Guarda-caça do Castelo Duneagle                                    | "A Journey to the Highlands" (2012)                                        |
| Ron Donachie          | McCree                                  | Mordomo de Lord Flintshire                                         | "A Journey to the Highlands" (2012)                                        |
| John Henshaw          | Jos Tufton                              | Merceeiro e pretendente da Sra. Patmore                            | "A Journey to the Highlands" (2012)                                        |
| Simone Lahbib         | Wilkins                                 | Empregada doméstica de Lady Flintshire                             | "A Journey to the Highlands" (2012)                                        |
| Phoebe Nicholls       | Susan MacClare, Marquesa de Flintshire  | Esposa de Lord Flintshire                                          | "A Journey to the Highlands" (2012) "Episode Eight" (Temp. 5)              |
| Di Botcher            | Nanny West                              | Babá                                                               | "Episode One" (Temp. 4)                                                    |
| Jonathan Howard       | Sam Thawley                             | Jardineiro local                                                   | "Episode Two" (Temp. 4)                                                    |
| Yves Aubert           | Arsene Avignon                          | Chef no Ritz                                                       | "Episode Five" (Temp. 4)                                                   |
| Michael Benz          | Ethan Slade                             | O valete de Harold Levinson                                        | "The London Season" (2013)                                                 |
| Poppy Drayton         | A Hon Madeleine Allsopp                 | Amiga de Rose                                                      | "The London Season" (2013)                                                 |
| James Fox             | William "Billy" Allsopp, Barão Aysgarth | Pai de Madeleine                                                   | "The London Season" (2013)                                                 |
| Paul Giamatti         | Harold Levinson                         | Irmão da Cora                                                      | "The London Season" (2013)                                                 |
| Louise Calf           | Kitty Colthurst                         | Amiga dos Crawleys                                                 | "Episode One" (Temp. 5)                                                    |
| Anna Chanceler        | Lady Anstruther, nascida Mountevans     | Ex-empregador de James Kent                                        | "Episode One" (Temp. 5)                                                    |
| Naomi Radcliffe       | Sra. Elcot                              | Aldeã local e viúva pela guerra                                    | "Episode Two" (Temp. 5)                                                    |
| Devon Black           | Recepcionista                           | recepcionista                                                      | "Episode Seven" (Temp. 5) "Episode Two" (Temp. 6)                          |
| Ed Cooper Clarke      | Timothy "Tim" Gray                      | O filho mais novo de Lord Merton                                   | "Episode Seven" (Temp. 5)                                                  |
| Dean Ashton           | Evans                                   | Fabricante de lápides                                              | "Episode Eight" (Temp. 5)                                                  |
| Darren Machin         | Basil Shute                             | Dono do clube Velvet Violin                                        | "Episode Eight" (Temp. 5)                                                  |
| Alun Armstrong        | Stowell                                 | Mordomo de Lord Sinderby                                           | "A Moorland Holiday" (2014)                                                |
| Jane Lapotaire        | Princesa Irina Kuragin                  | Esposa do príncipe Kuragin                                         | "A Moorland Holiday" (2014)                                                |
| Alice Patten          | Diana Clark                             | Amante de Lord Sinderby                                            | "A Moorland Holiday" (2014)                                                |
| Rick Bacon            | Sr. Henderson                           | Proprietário do Mallerton Hall                                     | "Episode One" (Temp. 6)                                                    |
| Nichola Burley        | Rita Bevan                              | Chantagista de Lady Mary                                           | "Episode One" (Temp. 6)                                                    |
| Adrian Lukis          | Sir John Darnley                        | Amigo da família Crawley                                           | "Episode One" (Temp. 6)                                                    |
| Mark Morrell          | Sr. Fairclough                          | Fazendeiro na propriedade de Grantham                              | "Episode One" (Temp. 6)                                                    |
| Trevor Cooper         | Sr. Moore                               | Butler em Rothwell Manor                                           | "Episode Two" (Temp. 6)                                                    |
| Martin Walsh          | Sr. Finch                               | Agente do Fat Stock Show                                           | "Episode Two" (Temp. 6)                                                    |
| Ronald Pickup         | Sir Michael Reresby                     | Proprietário da propriedade                                        | "Episode Three" (Temp. 6)                                                  |
| Philip Battley        | John Harding                            | Marido da Gwen                                                     | "Episode Four" (Temp. 6)                                                   |
| Rupert Frazer         | Neville Chamberlain                     | Político                                                           | "Episode Five" (Temp. 6)                                                   |
| Charlotte Hamblin     | Lady Anne Acland                        | Jantar como convidado de Evelyn Napier's no restaurante Criterion  | "Episode Six" (Temp. 6)                                                    |
| Christos Lawton       | Billy                                   | Membro da equipe de corrida de Talbot e Rogers                     | "Episode Seven" (Temp. 6)                                                  |
| James Greene          | Sir Mark Stiles                         | Empregador temporário de Barrow                                    | "The Finale" (2015)                                                        |
| Patricia Hodge        | Miranda Pelham                          | Mãe de Bertie Pelham                                               | "The Finale" (2015)                                                        |

## Figuras históricas
A seguir está uma lista de figuras históricas que tiveram participações fictícias que duraram um episódio por temporada ou aparições no filme de 2019.
| Figura | Ator/Atriz                                                        | Primeira aparição na série de TV | Última aparição na série de TV | Filmes        |
| --- | ----------------------------------------------------------------- | -------------------------------- | ------------------------------ | ------------- |
| Virginia Woolf | Christina Carty                                                   | "Episode One" (Temp. 4)          | "Episode One" (Temp. 4)        | -             |
| Adeline Virginia Woolf (1882-1941) foi uma escritora, ensaísta e editora britânica. Estreou-se na literatura em 1915 com o romance The Voyage Out, que abriu o caminho para a sua carreira como escritora e uma série de obras notáveis. Woolf é considerada uma das escritoras mais importantes do século XX. Sua técnica narrativa do monólogo interior e seu estilo poético se destacam como as contribuições mais importantes para o romance moderno.                           |                                                                   |                                  |                                |               |
| Nellie Melba | Kiri Te Kanawa                                                    | "Episode Three" (Temp. 4)        | "Episode Three" (Temp. 4)      | -             |
| Dama Nellie Melba GBE (1861-1931) foi uma soprano operística australiana. Ela tornou-se uma das mais famosas cantoras do fim da Era vitoriana e do início do século XX. Ela foi a primeira australiana a receber reconhecimento internacional como uma musicista clássica. |                                                                   |                                  |                                |               |
| John Ward | Stephen Critchlow                                                 | "Episode Seven" (Temp. 4)        | "Episode Seven" (Temp. 4)      | -             |
| O tenente-coronel John Ward CB CMG (1866-1934) foi um político do Partido Liberal Inglês , líder sindical e militar. |                                                                   |                                  |                                |               |
| Rowland Thomas Baring | Alastair Bruce                                                    | "The London Season"              | "The Finale"                   | -             |
| Rowland Thomas Baring, 2º Conde de Cromer (1877-1953), denominado Visconde de Errington entre 1901 e 1917, foi um diplomata e cortesão britânico. Baring era um membro da família Baring e filho de Evelyn Baring, primeiro conde de Cromer. Durante a Primeira Guerra Mundial, ele serviu como subalterno na Guarda Granadeiro. |                                                                   |                                  |                                |               |
| Rei George V | Guy Williams (série) Jon Glover (Voz) (série) Simon Jones (filme) | "The London Season"              | "Eoisode Two" (Temp. 5)        | Downton Abbey |
| George V (1865-1936) foi o rei do Reino Unido e imperador da Índia de 1910 até sua morte. George era neto da Rainha Vitória e do Príncipe Alberto. Devido os sentimentos anti-germânicos dos britânicos após a Primeira Guerra Mundial, o rei George V proclamou que a família real britânica abandonaria os títulos alemães vindos do príncipe Alberto, e que os membros da Casa de Saxe-Coburgo-Gota passariam a ser conhecidos como membros da nova dinastia, a Casa de Windsor. |                                                                   |                                  |                                |               |
| Rainha Mary | Valerie Dane (série) Geraldine James (filme)                      | "The London Season"              | "The London Season"            | Downton Abbey |
| Mary de Teck (1867-1953) foi a rainha consorte do Reino Unido e imperatriz consorte da Índia, como a esposa do rei-imperador George V. Embora fosse uma realeza do estado germânico de Teck, ela nasceu em Londres no Palácio de Kensington. Com George V, ela deu continuidade à dinastia Windsor como mãe de dois reis (Edward VIII e George VI) e avó de uma rainha (Elizabeth II), enquanto mantinha uma reputação de formalidade e dignidade.                                  |                                                                   |                                  |                                |               |
| Príncipe de Gales | Oliver Dimsdale                                                   | "The London Season"              | "The London Season"            | -             |
| David, Príncipe de Gales (1894-1972), era o filho mais velho de George V de Mary de Teck. Eventualmente, ele foi o segundo membro da Casa de Windsor a assumir o Trono do Reino Unido com o nome Edward VIII, e permaneceu como monarca britânico entre 20 de Jjaneiro de 1936 e 11 de dezembro do mesmo ano, quando abdicou. |                                                                   |                                  |                                |               |
| Freda Dudley Ward | Janet Montgomery                                                  | "The London Season"              | "The London Season"            | -             |
| Winifred May, Marquesa da Casa Maury (1894-1983), também conhecida por seu primeiro nome de casada como Freda Dudley Ward, era uma socialite inglesa mais conhecida por ser uma amante casada do Príncipe de Gales, que mais tarde se tornou o rei Edward VIII. |                                                                   |                                  |                                |               |
| Duque de York | Jonathan Townsend                                                 | "The London Season"              | "The London Season"            | -             |
| Albert, Duque de York (1895-1952), era o segundo dos 4 filhos do Rei George V, o que fazia dele um improvável sucessor do pai, já que seu irmão, príncipe Edward David, era o herdeiro. Ele nasceu, em Norfolk, em 14 d dezembro de 1885, mesmo dia da morte do bisavô, o Príncipe Albert. Como homenagem, recebeu o nome de Albert Frederick Arthur George. Após a abdicação de seu irmão, Albert foi coroado com o nome George VI.                                                |                                                                   |                                  |                                |               |